# 정몽주
정몽주(鄭夢周, 1338년 1월 13일 1337년 음력 12월 22일 ~ 1392년 음력 4월 4일)는 고려 말의 문신, 외교관, 유학자이다.
본관은 연일, 초명은 몽란(夢蘭)·몽룡(夢龍), 자는 달가(達可), 호는 포은(圃隱), 시호는 문충(文忠)이다. 고려삼은의 한 명으로 잘 알려져 있다.
고려 경상도 우항리와 고려 경상도 영천현을 거쳐 고려 개경에 거주하였던 그는 1360년 문과에 장원으로 급제, 예문관검열(藝文館檢閱)로 출사하여 여러 벼슬을 지내고 성균관대사성, 예의판서, 예문관제학, 수원군 등을 지내며 친명파 신진사대부로 활동하였으나 역성혁명과 고려개혁을 놓고 갈등이 벌어졌을 때 온건개혁을 선택하였으며, 명나라에 외교관으로 다녀오기도 했다. 관직은 수문하시중(守門下侍中)과 익양군충의백에 이르렀다. 역성혁명파의 조선건국에 반대하다가 1392년(공양왕 4년) 4월 이성계의 문병차 돌아가던 길에 개경 선죽교에서 이방원 일파에 의해 암살되었다.
경상북도 우항리 출신이며, 이색의 문인이라고하나 기록은 없다. 그의 제자들 중 길재는 사림파의 비조가 되었고 권우는 세종대왕의 스승이 되었다. 그의 손녀는 정종의 서자 선성군의 부인 오천군부인이 되었고, 서손녀는 한명회의 첩이 되었다. 삼봉 정도전의 오랜 친구였으나 역성혁명과 온건개혁을 놓고 갈등하던 중 정적으로 돌변했다. 역성혁명에 반대하다가 이성계, 정도전 일파를 제거하려 했으나, 실패하고 오히려 이방원 일파에 피살되었다. 암살 직후 역적으로 단죄되었으나, 후에 1401년(태종 1년) 태종의 손에 대광보국숭록대부 영의정부사에 추증(追贈)되고, 익양부원군(益陽府院君)에 추봉되었다. 문묘에 종사된 해동 18현 중의 한 사람이다.
태종은 정도전, 남은을 제거한 후 정도전 등을 격하시키기 위해 조선 건국에 반대하고 피살당한 그를 의도적으로 충절의 상징으로 격상시켰으며, 이는 사림파가 집권한 후에도 그의 문하생이라서 그에 대한 현창과 성인화가 계속되었다. 그 뒤 1990년대에 와서 성인화된 것에 대한 부정적인 시각도 나타나고 있다.

## 생애

### 생애 초기

#### 출생과 가계
포은 정몽주는 1338년 1월 13일(1337년 음력 12월 22일) 경상북도 영일현에서 영일 정씨(迎日鄭氏) 정운관(鄭云瓘, 다른 이름은 정거민(鄭居敏))과 영천이씨의 아들로 출생하였는데, 얼마 후 청림동으로 이주하였다.
의종 때의 추밀원지주사(樞密院知奏事) 형양(滎陽) 정습명(鄭襲明)의 후손으로 진현관제학을 지낸 정종흥(鄭宗興)의 5대손이며, 그의 고조부 정림(鄭林)은 판도판서에 이르렀고, 증조부 정인수는 검교군기감을 지냈고 증 개성부윤에 추증되었으며, 조부는 직장과 동정(同正) 등을 지냈으나 아버지 정운관은 성균관 재생(유생과 같은 의미)에 불과하였다.
고려말 등장한 중소지주 기반의 신진 사대부로써 여말 조선초 성리학의 시조격인 안향(경북 영주)의 출생지인 경북 중부 내륙 지방은 지방 향리 출신이자 중소 지주의 경제적 기반을 둔 신진사대부들의 요람(포은 정몽주-경북 여천야은 길재-경북 구미, 목은 이색-경북 영덕, 도은 이숭인- 경북 성주, 삼봉 정도전-경북 영주)격으로 학문적으로는 자연스럽게 이색의 문하에서 수학하게 된당ㅇ.
그가 태어날 때 어머니 영천 이씨는 품에 안고 있던 난초 화분을 떨어뜨리는 태몽을 꾸고 낳았기 때문에 처음에 이름을 몽란이라고 지었다고 한다. 이때 그의 부친 정운관이 꿈에서 중국의 주공(주나라 문왕의 아들, 정치가)을 만나는 꿈을 꾸었는데 이 때문에, 후일 이름을 고칠 때 몽주라 하게 된다. 아버지는 성균관 재생이었으나 그의 가계는 대대로 관료 생활을 한 양반 가문이었으므로 어려서부터 유복한 환경에서 성장할 수 있었다

#### 유년기
그의 선조 3대는 검교직과 동정직을 가졌을 뿐 현직은 가지지 못한 지방의 사족이었다. 그러나 그의 선조들이 대대로 관직에 있었으므로 넉넉한 가정 환경에서 성장하였다. 이후 동생이 세 명 태어났는데, 정과(鄭過)는 벼슬은 예조판서에 이르렀고, 정후(鄭厚), 정도(鄭蹈)는 벼슬이 사재령 판서에 이르렀다.
아버지 정운관은 향시에 합격한 뒤 성균복응제생의 벼슬에 올랐으며 뒤에 아들인 포은 정몽주의 출세로 신덕수의성근익조공신에 벽상삼한삼중대광으로 수문하시중 판병조사상호군영경령전사에 추증되고 일성부원군(日城府院君)에 추봉되었으며, 어머니 영천 이씨는 변한국대부인(卞韓國大夫人)에 봉해졌다. 그는 처음 이름은 몽란(夢蘭)이라 했다가 뒤에 몽룡(夢龍)으로 고쳤으며, 아버지의 태몽을 따라 뒤에 이름을 다시 몽주(夢周)로 고쳤다.
어려서부터 기억력이 좋고 암기력이 뛰어났으며 손에서 책을 놓지 않았다. 어머니 영천 이씨(永川 李氏) 부인은 아들인 정몽주의 비범함을 알아보고 장차 위대한 인물이 되리라 예상, '백로가'(白鷺歌)라는 시 한수를 지어 아들 정몽주에게 교계하게 하였다.
까마귀 싸우는 골에 백로야 가지 마라

성낸 까마귀 흰 빛을 새울세라

청강에 깨끗이 씻은 몸을 더럽힐까 하노라

유년기에 아버지인 정운관에게서 한학을 배우다가 이색의 문인이 된다. 소년기 때 그의 집은 영일 청림동에서 외가가 있는 영천으로 이사하였다고 전해진다.

#### 수학과 청년기
아버지 정운관은 관직이 비록 미관말직이었으나 당대의 유학자이자 명사인 이색과 친분관계였는데 이러한 인연으로, 아버지에 의해 목은 이색의 문하생이 된다. 이색은 고려에 처음으로 성리학을 도입한 안향과 백이정의 손제자이자 익제 이제현의 제자였다. 이들로부터 성리학을 배운 그는 후에 이숭인, 길재를 통해 조선 사림파에 학통을 전수했고, 다른 제자인 권우는 세종대왕 등을 가르치게 된다.

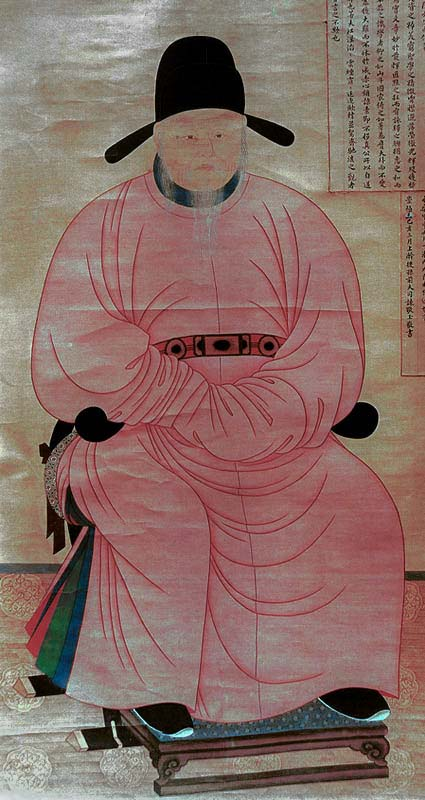
스승 목은 이색

스승인 이색은 이제현과 백이정, 권부, 안향 등의 학통을 계승했는데, 이제현은 백이정의 문인이자 권부의 사위로 28살 때 원나라에 가서 공부하고 돌아와 성리학을 이루었다. 그의 학문은 이색으로 이어졌다. 정몽주, 정도전, 권근, 이숭인 등 고려 말의 대표적 성리학자들은 대부분 이색의 문하에서 배출된 인물들이다.
이색의 문하에서 그는 조준, 남은, 정도전 등을 만나게 된다. 특히 정도전과는 마음이 맞아, 그가 말한 부패한 사회를 개혁하고 권문세족으로부터 농민들을 해방시켜야 된다는 사상에 감격, 공조하였다. 이후 정도전과는 오랜 친구로, 청소년기 때부터 권문세족과 외척의 발호로 부패한 고려사회를 성리학적 이상향으로 개혁해야 된다는 사상을 품고 사상적, 정치적 동지로서 협력하였으나 뒤에 정적으로 돌변한다.
1355년(17살)(고려 공민왕 4년) 1월 19세 되던 해에 아버지 정운관이 죽자, 그는 영천 도일동에 부친의 장사를 지내고 묘소에서 3년동안이나 여묘살이를 하였다. 이 사실이 조정에 알려져 공민왕은 그의 집에 특별히 포상을 하고 정표(旌表)를 세워주었다.

#### 과거 급제와 변방 근무
정몽주는 1357년(공민왕 6년) 여름에 어사대부 신군평이 주관하는 감시(監試)에 합격하고 1360년(공민왕 9년) 10월 문과에서 세 번의 시험 장원 급제하였다. 이때 과거의 감독관인 지공거는 난계 김득배였고 동지공거는 한방신이었다. 김득배 등에 의해 선발되어 과거에 장원급제한 이후 동북면도지휘사 한방신의 종사관으로 여진족(女眞族) 토벌에 참가였으며, 예문관 검열·수찬(修撰) 등을 거쳐 1362년 다시 예문관검열(藝文館檢閱), 직한림원(直翰林院)이 되었다.
이때 김득배가 홍건적을 격파하여 개경을 수복하고서도 김용(金鏞)의 모해로 옥에 갇혔다가 상주에서 처형, 효수되자, 정몽주는 특별히 간청하여 그의 문생으로서 왕에게 청하여 그 시체를 거두어 장사지냈다. 김득배 등이 역적으로 몰렸을 때 그의 문생 중에서 나서는 이는 거의 없었으나 정몽주 혼자 분연히 일어나 의리상 그의 시신을 수습해야 되겠다고 건의한 것이다.
이때 정몽주는 왕에게 청하여 김득배의 시체를 친히 수습한 뒤 글을 지어 제사를 지냈다.
아아 황천이여! 나의 죄가 무엇이며, 아아 황천이여! 이사람이 누구입니까? 대개 듣건대 선인에게 복을 주고 악인에게 화를 내림은 하늘이요, 선인을 상주고 악인을 벌함은 사람이라 하였습니다. 하늘과 사람이 비록 다르다 하나 그 이치는 하나인 즉, 옛사람이 말하기를 하늘이 정하면 사람을 이기고, 사람이 많으면 하늘을 이긴다 하였으나, 하늘이 정하면 사람을 이김은 과연 무슨 이치며, 사람이 많으면 하늘을 이긴다 함은 또한 무슨 이치입니까? 
지난날 홍건적이 침입하여 임금이 서울을 떠나시니 국가의 운명이 한가닥 실 끝에 달린 것처럼 위태롭거늘, 오직 공이 먼저 대의(大義)를 선창하자 원근이 향응하였고 몸소 만번 죽을 계책을 내어 능히 삼한의 대업을 회복하였으니, 무릇 이제 사람이 이 땅에서 먹고 이 땅에서 잠자는 것이 그 누구의 공입니까? 비록 죄가 있더라도 공으로써 덮는 것이 옳을 것이요. 죄가 공보다 무겁더라도 반드시 그 죄를 자복시킨 뒤에 베는 것이 옳을 것입니다.
 그런데 이제 말의 땀이 마르지 않고 개선하는 노래가 끝나지 않았는데, 이렇게 태산 같은 공을 오히려 칼날의 피가 되게 하는 것입니까? 이것이 내가 피눈물로써 하늘에 묻는 바입니다. 
나는 그 충혼(忠魂)과 장혼(壯魄)이 천추 만세토록 반드시 九泉의 아래서 울음을 머금을 것을 알고 있습니다. 아아 명이로구나! 어찌하리오! 어찌하리오!

이후 위위시승(衛尉寺丞)을 지냈으며, 1363년 낭장(郎將) 겸 합문지후·다시 위위시승(衛尉寺丞)을 지내고 그해 선덕랑(宣德郞)에 올라 동북면 도지휘사 한방신의 종사관으로 출정, 화주에 가서 여진족 토벌에 참가하고,  이성계 등과 함께 여진족을 국경 밖으로 소탕하였다.

### 관료 생활

#### 관료 생활 초기

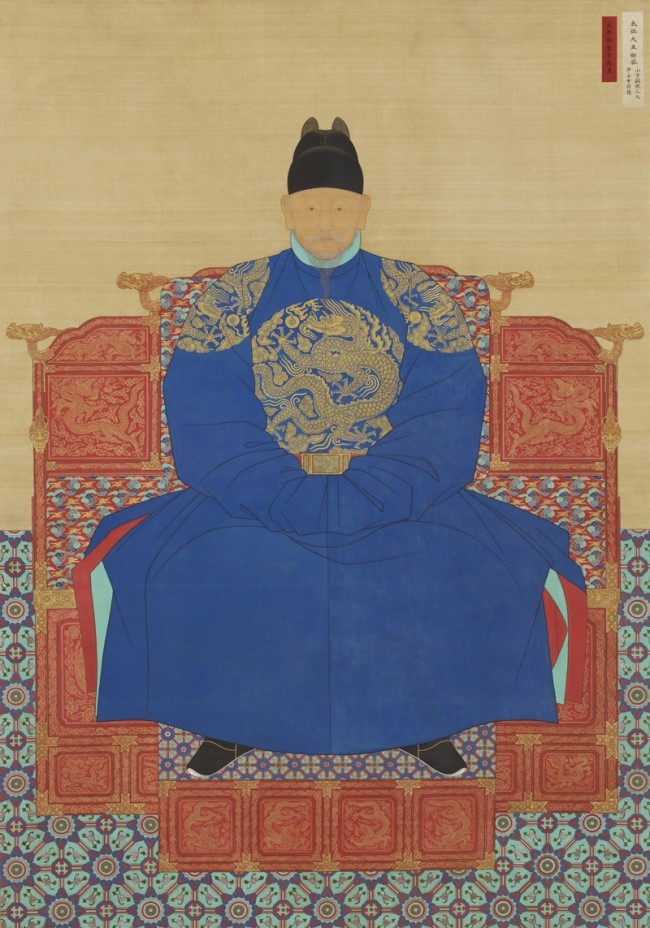
이성계

1364년 이성계를 따라 화주에서 여진의 삼선·삼개를 치는 데 종군하고 돌아왔다. 이때 그는 이성계의 인품에 감화되어 그의 노선에 동조하게 되나 후일 혁명방법을 놓고 갈등하게 된다. 그 뒤 64년 전보도감판관(典寶都監判官)이 되었다. 이후 전농시승(典農寺丞)에 임명되었다. 전농시승으로 있을 때 모친상을 당하여 일시적으로 사직했다가 복직하였는데, 당시 상제(喪制)가 문란해 사대부들도 100일만 지나면 상을 벗었는데 그는 부모상 때 분묘를 지키고, 애도와 예절이 극진했으므로 왕이 그의 마을을 표창했다.
그 뒤 복직하여 예조 정랑 겸 성균관 박사·성균관 사예, 1367년 통직랑(通直郞) 전공정랑(典工正郞)에 임명되었으나 사양하고 취임하지 않았다. 그해 성균관 박사, 1368년 명나라가 처음 건국하자 그는 명나라가 중국 대륙의 정통 국가임을 들어, 명나라와 외교관계를 체결해야 한다고 주장하여 관철시켰으며, 명나라와 국교를 체결하게 된다. 1371년(공민왕 20년) 태상소경(太常少卿)·보문각 응교 겸 성균관직강(寶文閣應敎兼成均館直講) 등을 거쳐 성균관 사성에 올랐다.

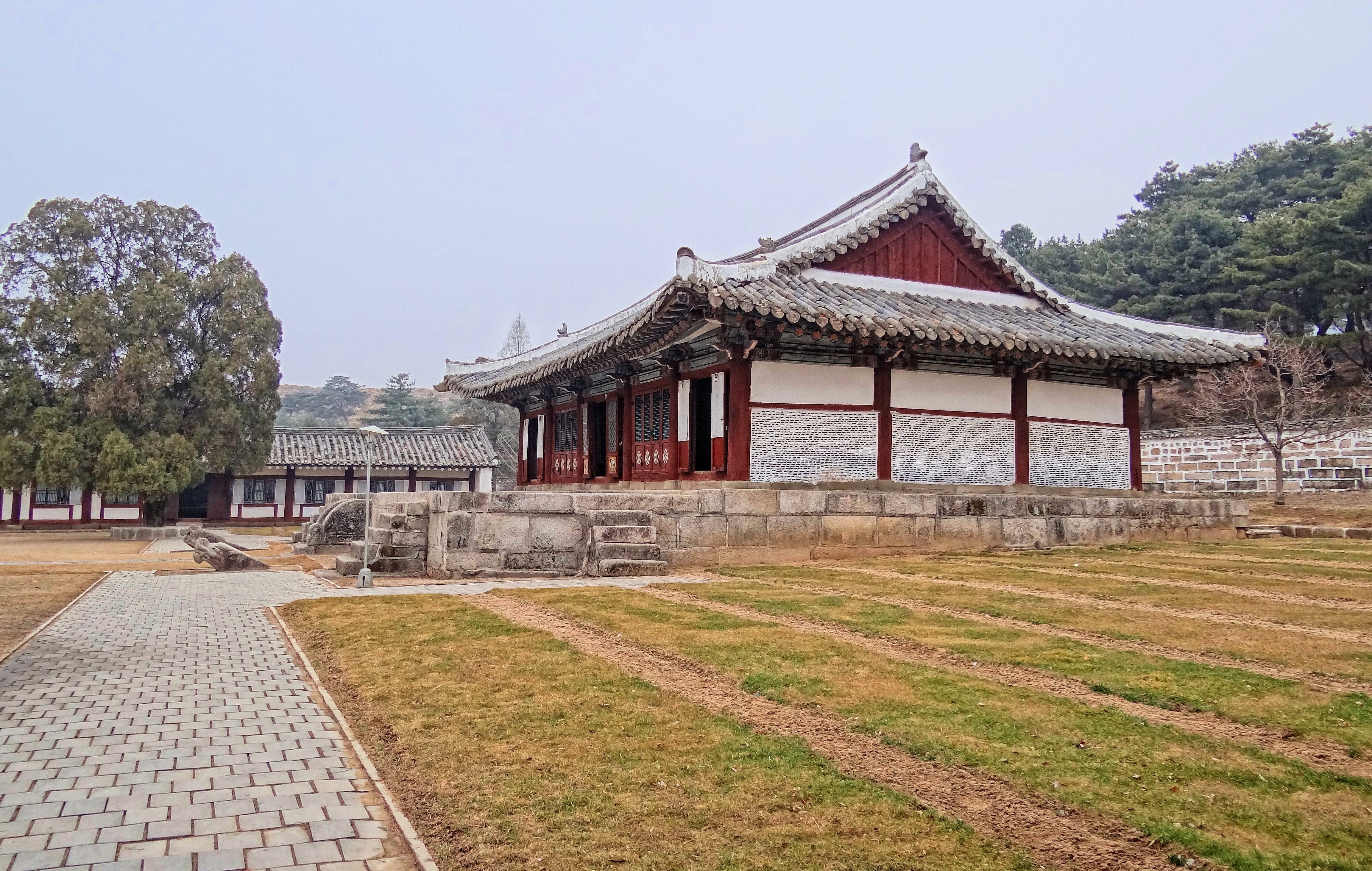
성균관 경내

실제로 정몽주가 성균관 박사로 재직하며 유교의 경전을 강의하던 당시, 고려에 들어온 경서는 《주자집주(朱子集註:‘논어(論語)’등 사서에 관한 주자의 주석서)》밖에 없었으나 정몽주의 강의에는 막힘이 없었다. 송나라 유학자 호병문(胡炳文)의 《사서통 四書通》이 전하여지면서 이와 서로 맞아 떨어지는 것을 보고 모두 탄복하였고, 대사성 이색(李穡)이 정몽주를 높이 여겨 ‘동방 이학(理學)의 시조’라 칭하였다. 훗날 조선시대에 가서 중국에서 들어온 다른 유교의 경전과 정몽주의 강의 내용을 비교할 때 틀린 곳이 없어 사람들이 그를 동방 성리학의 실질적인 창시자 또는 성리학의 중시조로 보게 되었다.

#### 신돈의 죽음과 정치적 위기
신돈이 신진사류를 발탁하게 되면서 정몽주 역시 요직에 앉게 되었다. 그러나 신돈 등이 몰락하고 그의 일파들이 처형될 때 정몽주도 신돈의 일파라는 누명이 나돌게 된다.
1371년 7월 신진사류의 정치적 성장에 일정한 역할을 하였던 신돈이 역모죄로 사형을 당하는 커다란 정세 변화가 있었지만, 정몽주를 비롯한 그들은 중국대륙의 새 주인으로 떠오른 명나라와의 외교관계 수립에 중요한 역할을 담당했기 때문에 꾸준히 성장할 수 있었다. 그는 신돈의 죽음을 애석하게 여겼는데, 신돈 암살 이후 신돈이 신진사류를 적극 채용한 일로 엮여져서 정치적 시련을 겪게 되었지만, 후일 그는 우왕과 창왕이 신돈의 자손이라는 모략을 하는데 가담, 협력하는데 동참하게 된다.

#### 외교, 정치 활동
1372년(공민왕 21년) 3월 명나라가 서촉지방을 평정한 것을 축하하기 위해 명나라에 파견되는 정사(正使)인 지밀직사사(知密直司事) 홍사범의 서장관으로 북경에 다녀왔다. 남경에서 고려로 귀국하는 길에 바다에서 태풍을 만나 배가 난파당했다. 정사인 홍사범 등은 익사하고 정몽주는 바위 섬에서 구사일생으로 표류 13일 만에 살아났다. 그 뒤 표류하였으나 그는 가슴 속에 명 태조 주원장의 서신을 간직하며 물에 한번 젖지 않게끔 보존하고 있었다. 명 태조가 이 소식을 듣고 배를 보내어 굶주림 속에서도 의연한 그의 모습을 보고 귀국을 도와주었으며, 이 사실이 알려져 명나라로부터 깊은 신뢰를 얻게 되었다. 그는 1373년 7월 개경으로 돌아왔다.
이때 중국의 한 객관에서 지은 시가 후대에 전한다.
奉天門前 謁天子 / 봉천문 앞에서 천자를 배알하고

金陵市上醉佳人  /  금릉 땅 저자에서 가인과 취했노라

1374년(공민왕 23년) 경상도안렴사로 부임했으나 그해에 공민왕이 시해되고 우왕이 즉위하자 다시 내직으로 돌아와 예문관 직제학에 제수되었다. 이때 공민왕이 피살되고 김의(金義) 등이 명나라의 사신을 죽인 일로 명나라가 공민왕]]의 죽음과 명나라 사신 암살 사건을 놓고 고려 조정에 책임을 추궁해와 국내가 뒤숭숭해지자, 다들 명에 사신으로 가는 것을 꺼리게 되었으나 그는 사신을 보내 명나라에 사정을 고하고 사과할 것을 주장하여 관철시켰다.
1375년 성균관 대사성이 되어 유학을 크게 진흥시켰다. 1376년(우왕 2년) 우사의대부를 거쳐 다시 성균관 대사성이 되었다. 이후 명나라와의 외교론을 주장하였다. 성균관 대사성으로서 그는 이인임 등이 주장하는 배명친원(排明親元)의 외교 방침을 반대하였으며 이인임이 명나라에 사신을 보내면서 동시에 북원(北元)에서 보내온 사신을 맞이하려는 이중 외교정책을 추진하자 정몽주는 박상용, 김구용 등 10여 명과 상소하고 대간들도 이인임을 탄핵했다.
“점점 강해지는 명나라를 버리고 쇠퇴해가는 원나라와 친하는 것은 이치에 맞지 않는다.”
그런데 이때 신진사류는 원나라와 외교관계를 재개하려는 정책을 문제삼아서, 종국에는 그 정책을 추진한 당시 최고의 권력자였던 이인임과 지윤(池奫)을 죽이라고 주장하는 데까지 나아갔다. 그 과정에서 정몽주도 1375년(우왕 1년) 5월 원나라에서 온 사신을 사로잡고 관계를 맺지 말 것 등을 내용으로 하는 상소를 올렸다. 그러나 이러한 정몽주 등의 정치적 행동은 심각한 좌절로 끝나고 말았다. 정몽주는 물론이고 정도전을 포함하여 신진사류 21명이 죽거나 유배당한 것이다.
이인임의 친원정책을 비판, 규탄하였다가 울산 언양(彦陽)으로 유배 되었다가 1377년(우왕 3년) 정도전 등의 도움으로 풀려났다.

#### 복귀와 정치적 변신
몸을 돌보지 않는 노력과 자신의 외교적, 학문적 능력 덕분에 정몽주는 1375년 쫓겨났던 다른 동료들에 비하여 꾸준히 정치적 성장을 이룰수 있었다. 그러나 그의 정치적 성장에 이보다 더욱 중요하게 작용한 것은 그의 달라진 정치관이었다. 그해 3월 개경으로 되돌아왔다.
정몽주는 공민왕 대와 달리 우왕 대에 관직에 복귀한 이후에는 시류에 영합하면서 권력자들의 뜻에 어느 정도 맞추어 가는 쪽으로 처신하였다. 그리고 권력자들과 관계를 유지하는 데도 신경을 많이 썼다. 당시 왜구의 침입과 노략이 심하여 그는 나흥유(羅興儒)를 일본에 파견하여 화친을 도모하였으나 성과없이 감금되었다가 겨우 죽음을 면하고 돌아왔다.
1377년 9월 그는 사신을 자원하여 왜에 보빙사(報聘使)로 건너갔다. 그가 직접 사신으로 파견돼 귀국 시, 수백 병의 포로들을 데리고 오는 외교력을 보여줬다. 왜(倭)에 파견되는 사신으로 일본 규슈에 가서 규슈 탄다이(지방장관) 이마가와 료슌(今川了俊)을 만나 왜구의 약탈로 인한 피해가 심하여 일본과 외교가 어려운 점을 지적하여 왜구의 단속을 요청하여 응낙을 얻고, 국교의 이해관계를 잘 설명하여 왜구에게 잡혀간 고려인 수백 명을 귀국시켰다. 이때 학문적 소양이 있던 왜의 규슈탄다이 이마가와 료슌과의 대화에서 두 나라 사이에 교류하는 의리와 이해관계를 설명하였는데, 이마가와는 그의 뛰어난 인품과 학식에 탄복하였다 한다.
규슈 성주는 그의 해박한 지식과 언행에 감복해 특별히 우대했다. 일본 승려들이 모여들어 시를 청했고 매일같이 가마를 타고 규슈 내 명승지를 두루 구경하였다. 1378년 7월 포로나 노예로 끌려갔던 수천 명을 배에 싣고 일본에서 돌아왔다. 고려인 포로 수천명을 구해 되돌아온 일로 명망을 얻었다. 이후 우산기상시·보문각 제학·지제교를 거쳐 1379년(우왕 5년) 우산기상시를 거쳐 전공판서(典工判書)·진현관제학(進賢館提學)·예의 판서(禮儀判書)·예문관 제학·전법판서(戰法判書)·판도판서 등을 역임했다. 이듬해 조전원수(助戰元帥)가 되어 문관으로 이성계 휘하에서 왜구 토벌에 참가하였다.
1380년 9월 이성계가 황산대첩에서 왜구를 물리치고 개선장군이 되어 돌아가던 중 조상의 고향인 전주에 들른다. 이곳 오목대에서 종친들을 불러 환영잔치를 베풀면서, 자신이 고려를 뒤엎고 새 나라를 세우겠다는 속내를 내비친다. 당시 종사관이 되어 황산대첩에 참가했던 정몽주는 이 말을 듣고 노여움을 참지 못해 잔치자리를 빠져나와 말을 달려 남고산성의 만경대에 올라 한탄하는 시를 짓는다. 그 뒤 밀직제학(密直提學)·상의회의도감사(商議會議都監事)·보문각 제학·상호군(上護軍)이 되었다. 1381년(우왕 7년) 초 첨서밀직사로 승진했다.

#### 개혁정책과 외교 활동
1381년(우왕 7년) 성근익찬공신(誠勤翊贊功臣)에 봉해지고 이듬해 명나라에 사신으로 선발되어 진공사(進貢使)로 명나라에 가다가 여진족을 만났으나 어렵게 야인들의 화를 피하여 중국에 도착하였다. 그러나 명나라 측의 오만한 태도와 입국 거부로 요동(遼東)에서 되돌아왔고, 그해 청시사(請諡使)로 다시 명나라에 갔으나 역시 입국을 거부당하여 요동에서 다시 되돌아왔다.
1383년(우왕 9년) 3월에 판도판서(版圖判書)를 거쳐 동년 가을 동북면 조전원수(助戰元帥)로서 함경도에 쳐들어온 왜구를 토벌하고, 1384년 정당문학(政堂文學)에 올랐다. 그 시 명은 우왕의 요동 정벌 계획을 사전에 입수하여 고려에 출병하려고 병력을 증원하였으며, 고려에 최후통첩을 보내 매년 보내는 토산물을 증액시켰으며 5년간에 걸쳐 토산물을 약속대로 보내지 않았다고 하여 사신 홍상재(洪尙載) 등을 유배보냈다. 정몽주는 토산물의 부족과 명나라 태조의 처사가 지나침을 호소하였고, 스스로 사신의 직책을 자청한다.
그해 주원장의 생일을 축하하는 성절사(聖節使)가 파견될 때, 사신을 보내 명 태조의 생일을 축하해야 하는 형편이었는데 사람마다 가기를 꺼려했는데, 사신 중 일부는 명 태조가 그자리에서 처형했기 때문이었다. 정몽주는 자원하여 성절사(聖節使)로 명나라에 가서 세공(歲貢)의 감축과 5년간 미납한 세공을 면제받고 긴장 상태에 있던 대명(對明) 국교를 회복하게 하였다. 또한 이전에 억류된 홍상재 등도 풀려나 돌아오게 했다. 1385년 동지공거(同知貢擧)가 되어 과거를 주관하여 우홍명(禹洪命) 등 33인을 선발하였고, 1386년 문하평리(門下評理)를 거쳐 다시 동지공거가 되었다.
1386년에는 명나라에 바쳐야 할 5년간의 공물과 일방적으로 명나라에서 늘려 정한 공물을 면제하여 줄 것을 청하러 간 것이었는데, 명의 황제로부터 (공물 면제) 승낙을 받고 돌아옴으로써 집정자들의 큰 부담을 덜어 주기도 하였다. 또한 고려의 흉년과 입을 옷감이 부족한 점을 들어 구원을 요청하여 명나라로부터 갓과 의복, 옷감 재료의 지원을 받아오는데 성공하였고, 동시에 명나라로 보내는 토산물의 액수를 감해줄 것을 요청하여 밀린 5년분과 증가한 정액을 모두 면제받았다. 우왕은 그의 공적을 치하하여 옷·안장 등을 하사하였고, 그는 바로 문하평리(門下評理)가 되었다.
1387년 다시 사신으로 명나라에 다녀온 뒤 수원군(水原君)에 봉해지고, 1387년 명나라가 철령위를 원나라때부터 다스렸던 땅임을 들어 철령위를 요구하였다. 명나라의 철령위 요구에 전쟁을 주장하는 최영 등 강경파와 외교로 해결하자는 이성계, 정도전 파로 나뉘게 되자 그는 외교론자가 되어 이성계와 정도전의 주장을 지지하였다. 그해 6월 그는 하륜(河崙)·이숭인(李崇仁) 등과 함께 건의하여 백관(百官)의 관복을 정하여 호복(胡服)을 폐지하고 중국제도를 따랐다. 이때 명나라 사신 서질(徐質)이 와서 보고 감탄하여, “고려가 다시 중국의 관대를 따르리라고는 생각하지 못하였다.” 하였다. 또한 불교의 폐해를 없애기 위해 정도전과 함께 불교비판의 선봉장에 서고, 유학을 권장하였으며 성균관을 통해 성리학 사상의 확산에 노력했다. 이후 최영을 비판하여 실각시키고 정계에서 축출하는데 성공한다. 그해 12월에 경사(京師)에 가서 조빙(朝聘)을 통하기를 청하였다.

##### 위화도 회군 찬성
1388년 5월 이성계가 위화도 회군을 단행하자 이를 적극 도와주었다. 정몽주는 위화도 회군을 찬성했다. 1388년 최영과 우왕이 계획한 요동 정벌이 이성계가 주도한 위화도 회군으로 무산되고, 우왕이 폐위당하였으며, 그의 아들인 창왕(昌王)이 왕위에 올랐다. 국가 운영은 이성계가 주도했고, 정몽주는 더욱 출세 가도를 달렸다. 위화도 회군 이후 이성계와 결합한 신진사류 대부분이 정치 일선에서 활발한 활약을 보였지만 정몽주는 보다 유리한 입장이었다. 고려사 정몽주전에는 이성계가 매번 출전할 때 정몽주와 함께 나갔고, 여러 번 천거하여 함께 재상이 되었다고 기록할만큼 이성계와 정몽주는 가까운 사이였다.
정몽주는 이성계가 이름을 빛낸 1380년 전라도 남원군 운봉(지금의 남원 지역)에서의 왜구와의 전투에 조전원수(助戰元帥)로 참여하기도 하였다. 우왕과 창왕을 폐위시키는 데 동의했던 정몽주는 이성계를 임금으로 추대하려는 움직임이 일자 이에 반대했다.

##### 대은 변안렬과의 관계
정몽주는 변안렬의 제사에 참석하여 그를 애도하는 제문을 이색, 길재, 이승인, 이방번(이성계의 아들이며 변안열의 사위이다) 등과 같이 지었다.
다음은 정몽주의 제문이다.
"임신년 정월 기망일은 고인 대은공이 순절하신 두번째 해입니다. 진실한 벗이며 시중의 직책을 맡고 있는 영일인 정몽주는 술잔을 부어 공의 묘에서 아륍니다. 늠름하기가 추상같음은 공의 충열이요, 열렬하기가 백일(白日) 같음은 공의 의절이었습니다. 이 밤을 소리 내어 크게 울건대 어느 날이든 감히 잊겠습니까? 받드리는 제수는 비록 박하오나, 마음으로 통하는 우정은 두터우니 혼령께서는 바라건대 오셔서 드시옵소서. 아! 원통하도다."
정몽주는 진실한 벗이며, 잊을 수 없는 벗이라 하고 마음으로 통하는 우정이 두터움을 표현하였다. 짧은 제문에서 그는 변안렬의 충직하고 열렬한 절의를 다 표현하고, 그와의 두터운 우정을 생각하며 그의 죽음을 원통해 하였다. 정뭉주전에서 , 변안렬은 지조가 맑고 높았으며 기국과 도량이 넓고 컸으며, 문장에 능통하였고 무에 뛰어났다고 하였다. 이성계와 함께 위화도 회군에 참여하였으나, 우왕의 강화 추방에 상심하여 문을 닫아걸고, 호를 대은이라 하였다고 전한다.

#### 이성계와의 협력과 공양왕 추대
1388년(창왕 1년) 삼사좌사(三司左使)에 임명되었고, 예문관대제학이 되었는데, 1388년 동년 도당(都堂)에서의 개인이 사사로이 보유한 토지들이 문제가 되어 사전혁파(私田革罷)를 논의하였으나 그는 의사표시를 하지 않았다. 그 해 문하찬성사·지서연사(知書筵事)를 거쳐 1389년(창왕 2년) 6월에 예문관 대제학, 정당문학(政堂文學)을 거쳐 그해 11월 다시 문하찬성사(門下贊成事)가 되었으며 이때 이성계 일파가 새로운 왕을 세우려 하자 이성계 등과 함께 폐가입진을 주장하며 신종의 6대손 정원부원군의 차남 정창군 왕요를 공양왕으로 영립(迎立)했다.
1389년(창왕 1년) 말에는 이성계와 함께 창왕을 폐한 뒤 공양왕을 괴뢰로 옹립하고 조정을 장악하고자 하였으나, 당시 이성계의 위망(威望)이 날로 커지어서 조준·남은·정도전 등이 그를 추대하려는 음모가 있음을 알고 이들을 숙청할 기회를 노리게 되었다.
그러나 우왕을 복위시키려는 계획이 탄로나면서, 창왕도 폐위당하였다. 공양왕을 옹립할 때 정몽주는 적극 찬성했다. 뒤를 이어 공양왕이 왕위에 올랐는데, 정몽주는 이성계·정도전·조준(趙浚) 등 아홉 명과 함께 공양왕 옹립 공신에 책봉되어, 동년 8월 순충논도좌명공신(純忠論道佐命功臣)에 책록되고 중대광(重大匡)에 올라 문하찬성사(門下贊成事) 겸 동판도평의사사사 판호조상서시사 진현관대제학 지경연춘추관사(同判都評議使司事 判戶曹尙瑞寺事 進賢館大提學 知經筵春秋館事)에 임명된 뒤 익양군충의군(益陽郡忠義君)에 봉군되었다.

#### 수문하시중
1390년(공양왕 2년) 벽상삼한삼중대광(壁上三韓三重大匡)에 올라 수문하시중(守門下侍中) 겸 도평의사사, 병조상서시판사(都評議使司兵曹尙瑞寺判事)·경영전영사(景靈殿領事)·우문관대제학(右文館大提學) 등을 겸하고 익양군충의백(益陽郡忠義伯)에 봉작되었다. 수문하시중이 되어 그는 풍년이 들었을 때 여유 분의 곡식을 저장해 두는 창고인 의창을 다시 세워 흉년이 들었을 때 굶주리는 백성들을 구제했다. 그는 수문하시중으로 수문하시중인 이성계와 함께 공동 수상이 되었으나 이성계를 중심으로 한 역성혁명파는 '이씨(李氏)가 나라를 얻는다'는 뜻의 목자득국(木子得國)이라는 노래와 말을 시중에 확산시켰다.
이성계 일파에 대한 공격으로 그는 정도전이 탐욕스러운 존재라고 비난, 규탄했으며 우현보 일가에게 사적인 원한을 품고 있다고 지적한다. 우현보 일가는 정도전의 외할머니가 우씨 집안의 여종이었고, 정도전의 외할아버지는 우씨 집안의 인척으로 승려가 된 김진인 점을 지목하며 정도전과 그의 아들들을 무시하였고, 정도전은 우현보의 일족들에게 악감정을 품게 되었다. 그는 이때부터 이성계 주변인물들에 대한 공격을 계속한다. 또한 그는 정도전의 외가가 우현보집안의 종의 자손임을 지적하여 바르지 못한 혈통에서 태어났다며 공격하였다. 이 비난을 듣고 감정이 상한 정도전은 그를 원수로 여기게 된다.

### 생애 후반

#### 역성 혁명에 저항
1391년(공양왕 3년) 인물추변도감제조관(人物推辨都監提調官)이 되어 인재 선발을 주관하였고, 바로 안사공신(安社功臣)의 호를 더하였다. 그 뒤 《대명률 大明律》·《지정조격 至正條格》 및 본국의 법령을 참작, 산정하여 새로운 법령인 신률(新律)을 제정, 공표하여 법질서를 확립하려고 힘썼다.
1392년(공양왕 4년) 명나라에서 돌아오는 세자를 마중 나갔던 이성계가 사냥하다가 낙마하여 황주(黃州)에 드러눕게 되자 그 기회에 이성계 일파를 제거하려 했으나 이를 눈치 챈 이성계의 아들 이방원이 이성계를 그날 밤 개성으로 돌아오게 함으로써 실패하였다.
이성계는 이방원에게 정몽주를 자기 세력으로 끌어들일 것을 지시했다. 이에 이방원은 정몽주를 자택으로 부르자 정몽주는 정세를 엿보러 이성계를 병문안하러 왔다. 그때 정몽주와 이방원이 주고 받은 시조가 바로 《단심가》(丹心歌)와 《하여가》(何如歌)이다. 이방원은 하여가를 통해 정몽주를 이성계의 세력으로 다시 끌어들이고자 하였으나, 정몽주는 단심가로 이를 거절하였다.
| “ | 此亦何如彼亦何如 / 이런들 어떠하며 저런들 어떠하리 城隍堂後垣頹落亦何如 / 만수산 드렁칡이 얽어진들 긔 어떠리 我輩若此爲不死亦何如 / 우리도 이같이 얽어져 백 년까지 누리리라 | ” |
|   | — 이방원, 《하여가》 |   |

| “ | 此身死了死了一百番更死了 / 이 몸이 죽고 죽어 일 백 번 고쳐 죽어 白骨爲塵土魂魄有無也 / 백골이 진토되어 넋이라도 있고 없고 向主一片丹心寧有改理歟 / 임 향한 일편단심이야 가실 줄이 있으랴 | ” |
|   | — 정몽주, 《단심가》 |   |

그의 오랜 벗이었던 정도전 역시 계속 그를 찾아 도와줄 것을 요청하며 설득했으나, 그는 종묘와 사직을 엎을 수 없다며 협력을 거부하였다.

#### 이성계 일파 제거 시도
정몽주의 마음을 돌이킬 수 없다고 판단한 이방원은 그를 제거하기로 결심하였다. 정몽주 역시 이 암살계획을 변중랑이라는 심복부하로부터 입수하였다. 그는 자신의 문하생과 동문수학한 이색의 문하생들을 사주하여 이성계, 정도전 등에 대한 탄핵을 계속하게 했다.
1392년 봄 이성계 일파가 역성혁명을 준비함을 감지한 그는 이성계가 병으로 은신한 것에 의문을 품고 사람을 보내 이성계의 주변을 살핀다. 이성계와 정도전 등을 제거하려 하였으나 이성계가 병을 이유로 물러나자 정몽주 역시 병을 핑계로 조용히 있다가 그해 4월 이성계가 병을 빙자한 것의 여부를 확인하러 이성계를 방문한다.

#### 타살
1392년 5월 4일(공양왕 4년 음력 4월 4일) 새벽 그는 악몽을 꾸었는데, 자신이 죽을 수도 있음을 예상하였다. 그날 아침, 조상들의 제단 앞에 절하고 부인과 두 아들을 불러놓고 '충효를 숭상하는 우리 집의 가문이니 조금도 낙심 말라'는 유언과 새 조정에서 주는 벼슬을 거절하지 말라는 유언을 남기고 집을 나섰다.
5월 4일(음력 4월 4일) 저녁 정몽주는 낙마로 부상당했다는 이성계의 문병 겸 동태를 살피기 위해 이성계의 집을 방문, 정황을 살피고 귀가하던 중, 개성 선죽교에서 이방원의 문객 조영규와 그 일파에게 암살당했다. 일부 전설에 의하면 그가 이성계 집을 방문한 것은 이방원이 계략을 써서 그를 초청한 것이라고도 한다. 이때 이미 이방원은 심복부하 조영규를 시켜 철퇴를 꺼내어 선죽교 다리 밑에 숨었다가 정몽주가 지나갈 때 쳐서 죽이라고 지시하였고, 정몽주는 변중량을 통해 이 정보를 입수했었다.
조영규와 무사들이 나타나자 그는 분위기가 이상함을 감지하여 말을 타고 이성계의 자택을 떠났으나, 돌아오면서 친구 집에 들려 술을 마신 후 말을 거꾸로 타고 마부에게 끌라 했다. 말을 끄는 사람이 정몽주 선생이 술이 취해 그러는 것이 아닌가 하고 의아한 눈치로 물으니
부모님으로부터 물려받은 몸이라 맑은 정신으로 죽을 수 없어 술을 마셨고 흉한이 앞에서 흉기로 때리는 것이 끔직하여 말을 돌려 탄 것이다

하고 답하였다.
그 말을 이해 못한 마부는 말을 끌고 선죽교(善竹橋)를 향했다. 선죽교를 넘으려 할 때 궁사가 말 혹은 정몽주를 저격하여 넘어트렸고, 마부가 쓰러지자 순간 조영규가 이끄는 고여(高呂), 조평(趙評) 등 5~10여 명의 괴한이 나타났다. 정몽주는 이들이 비열하게 숨어서 사람을 공격함을 질책하고 말을 달렸으나, 부상당한 채 도망치는 정몽주를 쫓아가 철퇴 또는 몽둥이와 철편으로 때려 죽였다.
이때 그가 조영규, 고여, 조평 등의 철퇴에 맞고 흘린 피가 개성 선죽교의 교각에 일부 묻었는데, 후일 백범일지에 의하면 1945년 이후 김구(金九)가 선죽교를 방문할 때까지도 그 흔적이 있었다 한다. 이후 선죽교 돌 틈에서는 대나무가 솟아 그의 충절을 나타냈다는 전설이 있으며 이후 이 다리는 원래 선지교라고 하였으나 다시 선죽교로 이름이 바뀌었다. 송도에 내려오는 한 전설에 의하면 정몽주가 선죽교 근처에서 사망하지 않고, 피습을 당한 뒤 개경부 태묘동까지 부상당한 상태로 피를 흘리며 피신해왔으나, 그의 뒤를 따라온 이방원의 자객에 의해 살해되었다는 전승도 전한다. 당시 그의 나이 향년 56세였다.

#### 타살 직후
그는 자신의 죽음을 예감하고, 자손들에게 자신의 묘비를 세울때는 반드시 고려의 관직을 적으라고 유언을 남겼다. 1392년 4월 정몽주는 역적으로 단죄되고, 수급과 시신은 바로 이방원의 수하들에 의해 베어져 개경의 저잣거리에 매달려졌다. 그의 시신은 역적으로 몰려 방치되다가 우현보(禹玄寶)와 송악산(松嶽山)의 중들에 의해 수습되어 승려들이 염습한 뒤 개경 풍덕(豊德)에 가매장되었다가 후일 경기도 용인 능원리로 이장되었다. 그후 충성을 뜻하는 대나무가 자랐다고 해서 선죽교로 이름이 지어졌다.
그의 죽음을 놓고 이성계가 이방원을 비토했다는 전설도 전한다. 그에 의하면 이성계는 아들 이방원에게 “우리 집안은 본디 충효로 세상에 알려졌는데, 너희가 마음대로 대신을 죽였으니 나라 사람들이 내가 이 일을 몰랐다고 여기겠는가? 부모가 자식에게 경서를 가르친 것은 그 자식이 충성하고 효도하기를 원한 것인데 네가 이렇게 불효한 짓을 감히 하니 내가 사약을 먹고 죽고 싶은 심정이다.”라며 책망하였다고 한다.

### 사후
그 뒤 1517년(조선 중종 12년)에 성균관 유생들이 중종에게 청원하여 정몽주의 비석을 세울 때 묘비문의 앞면에 '고려수문하시중정몽주지묘(高麗守門下侍中鄭夢周之墓)'라고 암각하였다. 동생 정과는 1392년 4월 이성계의 반정세력에 의해 정몽주가 죽을 때 함께 화를 당했고, 동생 정도는 연좌되어 유배되었다. 그러나 조선 조정은 아들들에게까지 연좌시키지는 않았다.
그가 죽은지 9년 후인 1401년 태종은 권근의 주청을 받아들여 정몽주에게 증 대광보국숭록대부 영의정부사 겸 수문전대제학 감예문춘추관사 익양부원군을 추증했다. 자기가 죽인 사람을 영의정에 추증함으로써 자신의 포용력을 대외에 과시하려는 의도였다. 그의 문하생 중 길재와 이숭인은 많은 문하생을 길러냈는데, 이들은 지방의 유력 인사로 성장하여 후일 사림파의 기원이 된다.
조선 건국 초까지만 해도 그는 간신(姦臣)으로 규정되었다. 그러나 그의 손녀 중 한 명은 정종의 다섯째 서자와 결혼했고, 그의 제자 길재는 김숙자-김종직을 거쳐 사림파로 이어지고, 다른 제자 권우는 세종대왕과 정인지의 스승이 된다. 태종은 왕조가 확립된 후 왕실에 반대하는 인물들을 규탄하면서 사대부와 백성들에게 충성심을 유도할 목적으로 정몽주를 충절의 표상으로 끌어올렸다. 정몽주의 문하생인 권우에게서 학문을 배운 세종대왕 때에 이르러서 그는 성자로 인식되었다.

### 추증과 성역화
그의 사후 태종은 조선 조정에서는 그에게 문충(文忠)이라는 시호를 내리고, 태종 이방원은 정도전, 남은 등을 제거하고는 그에게 증 대광보국숭록대부 영의정부사에 추증하고 익양부원군에 추봉하였다.
세종대왕은 왕자시절 정몽주의 문하생 권우에게서 수학하기도 하였으며, 세종대왕 즉위 후, 편찬한 《삼강행실도》 충신편에 정몽주가 수록되었다. 세종대왕은 부왕 태종 이방원에 이어 정몽주를 충절의 상징으로 성역화시켰다.
성종이 훈구파(공신 세력)의 견제를 위해 그의 후신인 사림파를 발탁하면서 그를 성균관 문묘에 모시려는 운동이 나타나 중종 때 문묘에 종사되었고, 1555년(명종 10년) 그의 고향인 경북 영천에 임고서원이 창건되고, 1573년 개성 숭양서원, 1576년 용인 충렬서원, 1588년 영일 오천서원 및 상주 도남서원, 울산 구강서원, 언양 반구서원 등 13개의 서원에 배향되었다.
중종 때 이여가 정몽주의 문묘 종사를 청했다. 중종은 이여의 건의와 유생의 상소에 따라서 정몽주의 문묘 종사를 의논하여 결정하도록 했다. 1611년 참찬관 이자가 정몽주의 묘를 수리할 것을 건의했다. 중종은 예조 정랑 이순(李純)을 보내어 정몽주의 무덤에 치제를 했다.
퇴계 이황의 주도하에 영천 지역 퇴계 이황의 문인들인 김응생, 정윤량, 노수 등을 중심으로 부래산에 임고서원이 창건되었다. 퇴계 이황은 임고서원의 제문과 상향 축문을 지어 정몽주의 학문과 충절을 극찬했다. 그 뒤 임고서원은 1584년 ‘영천구각본’, 1607년 ‘영천중간본’ 등 3종의 ‘포은집’을 간행하여 발표하였으며, 임고서원 입구엔 포은의 어머니 영천 이씨가 아들을 훈계하기 위해 지었다는 시조 ‘백로가’와 정몽주의 시조 ‘단심가’가 나란히 새겨진 시비가 세워져 있다.
숙종 때 신도비(神道碑)가 세워졌는데, 송시열이 비문을 찬하고 김수증이 썼으며 1699년에 건립되었다.

### 현대
서울 마포구 양화대교 근처에 대한민국 정부 주도로 그의 동상이 세워졌다. 1970년대 대한민국에서는 박정희 정권하에 그를 충절과 효성의 상징으로 국어와 국사교과서에 그에 대한 내용을 기술하였으나 이후 제6차 교육과정에서 대폭 축소되었다. 1990년대 이후에는 정도전 등을 격하시키기 위해 그를 띄운 점에 대한 재조명 여론이 나타나고 있다.
2003년 대한민국 문화관광부에서 6월 문화인물로 선정되었다.

## 사상과 정책

### 성리학 확산에 기여
현종이후로 유교가 지배 이데올로기로 자리잡았으나 유목민족이 중국을 지배하고 고종 이후로는 몽골의 침략을 받으면서 다시 불교가 호국 이념으로 자리잡았다. 그는 불교를 허구적인 환상(극락)으로 사람들을 혹세무민하는 존재라고 보고 유교(성리학)의 진흥과 장려를 위한 노력을 하였다. 당시 풍속에 불교의 예법을 숭상하는 것을 비판하고 일반 사대부로 하여금 〈주자가례 朱子家禮〉에 의거해서 가묘(家廟)를 세우고 5대조까지 제사지내도록 의무화하였으며, 성균관의 유생 수를 늘리고 개성에 5부학당(五部學堂)을 추가로 설립하여 교육진흥을 꾀했다. 성균관과 5부 학당을 통해 그는 성리학 이념을 보급시키는 한편으로 지역에도 향교와 서당과 서원을 적극 장려, 향교, 서원, 서당 등을 통해 성리학 이념의 보급에 주력하였다.
그의 제자들 중 길재, 이숭인 등은 향리에 내려가 지역사회에 성리학을 보급시켰고, 이들이 향촌의 지식인으로 성장하여 세조 때부터 관직에 진출하게 된다. 세조 때 김종직이 관직에 진출한 이후 성종 때는 훈구파에 필적하는 정치적 파벌을 형성하게 된다. 이들은 연산군 때의 갑자사화로 희생되나 중종 반정 이후 조정을 장악하게 된다. 중종 때의 기묘사화에는 일부 사림이 훈구파와 야합하여 신진 사림파를 축출하기도 했으나, 중종 말기에 가서는 조정을 완전히 장악하게 된다.

### 법령 제정과 양곡법의 시원
고려 말기에 들어서 권문세족과 불교 승려, 외척 등이 권력을 장악하면서 법이 유명무실화되자 그는 법령 제정의 중요성을 여러 차례 설파하였으며, 사실상 유명무실화된 법령의 폐단을 시정하고자 새로운 법령을 제정하려 노력했다. 그는 정몽주는 〈지정조격 至正條格〉· 〈주자가례〉 · 〈대명률 大明律〉, 상앙의 형률, 그리고 고려와 고대국가들의 고유형법을 수집·분석하여 왕에게 바쳐 신법령을 제정할 것을 여러번 요청하여 1391년(공양왕 1년) 성리학과 주자가례, 대명률 등에 입각한 새 법령을 제정한다.
1390년 수문하시중으로 재직 중, 그는 지방관의 비행을 근절시켰으며 의창(義倉)을 다시 세워 농촌에 풍년기 때에 여유 분의 곡식을 거두어들여 저장하게 하여, 흉년이 들었을 때 굶주리는 백성들을 구제했다. 이때 의창을 전국적으로 설치하면서 효과가 나타나자 후에 의창 제도로 정착화된다. 이는 후대에 대한민국에서 정부에서 쌀을 매입하는 조봉암의 양곡법과 박정희의 추곡수매법의 선례가 된다.

### 학맥
이색의 문인으로, 정도전과 동문수학하였으나 역성혁명과 온건개혁을 놓고 갈라서게 되었다. 학문상으로 세종대왕은 그의 손제자가 된다. 정몽주의 제자는 길재, 이숭인, 권우 등으로 권우는 후에 세종대왕의 스승이 되었고, 길재는 김숙자-김종직으로 이어지는 사림파의 태두를 형성하였다.

## 논란과 의혹

### 과거 부정 묵인 의혹
우왕 때 그는 과거의 부책임자격인 동지공거에 있었으나 부정 합격자의 존재를 알고도 묵인했다. 우왕의 후궁인 의비 노씨의 동생 노구산을 부적절하게 과거에 합격시킨것 알고 있었으나 문제삼지 않았다.
정몽주는 1384년의 과거 시험에서 동지공거(同知貢擧, 부책임자 격)를 맡았는데, 이때 우왕의 왕비 중 한명인 의비(懿妃)의 동생 노구산(盧龜山)이 중장(中場, 2차 시험)을 통과하지 못하였다. 그것 때문에 우왕이 화를 내자, 당시의 권력자였던 이성림(李成林)·염흥방(廉興邦) 등이 노구산의 아버지 노영수(盧英壽)에게 가서 노구산을 종장(終場, 마지막 단계의 시험)에 나아가게 하였는데, 노영수가 자기 아들 혼자서는 들어갈 수 없다고 사양하였다. 이에 다른 불합격자 10여 명을 함께 시험 보게 하여 결국에는 노구산을 합격시켜 주었다.
이때 무장인 최영은 오히려 이러한 시험 부정을 비판하였지만, 부책임자를 맡았던 정몽주는 묵인하고 넘어갔다. 이렇게 공개적인 부정 이외에 정몽주는 이전에는 정치적 노선을 달리하였던 집권자들을 포함한 고위 관료들과의 모임을 스스로 주최하기도 하였다.
고려사 열전의 나오는 바에 따르면 조금 다르다. 정몽주가 과거를 주과했는데, 노구산이 과거에 떨어진 것과 이의 우왕이 대노하여 노구산을 합격 시켰다는 것은 기록되어 있다. 그러나 정몽주가 침묵했다는 기록은 없다. 다음 기록에는 덕창부행수(悳昌府行首) 문윤경(文允慶)은 본디 환관 이광(李匡)의 종자로, 자기 친구의 책문(策文)을 표절했으므로 정몽주가 그를 내쫓았는데 지공거 염국보(廉國寶)는 그를 발탁했다. 이에 최영(崔瑩)이 사람들에게 농담으로 비꼬았다. 라고 되어 있다. 오히려 정몽주는 옳바르게 처결하지만, 당시 권력층은 그것은 방해했다고 고려사 열전에 기록 되어 있다.

### 권력자들과의 결탁
또한 그는 당대의 권력자들을 자신의 집에 초대에 성대한 만찬과 연회를 베풀기도 했고 우왕, 이성계 역시 그의 집에 찾아가 연회를 즐겼다.
1385년 최영을 비롯하여 이인임, 윤환(尹桓), 홍영통(洪永通), 조민수(曺敏修), 이성림, 이색 등 권력의 핵심부에 있는 사람들을 자신의 집에 초청하여 잔치를 베풀기도 하였다. 이때 우왕이 잔치가 벌어지고 있음을 알고 스스로 찾아와 술을 마시고 갈 정도로 정몽주가 주최하는 술자리는 세상에 알려졌던 것으로 보인다.
조선의 훈구파는 정몽주가 고려 말에 신돈의 아들인 우왕과 창왕을 섬겼다는 점을 들어 고려의 충신이 아니라고 주장하였다.

### 성역화와 우상화
그는 조선을 건국하는데 반대하였으나 태종 이방원은 정도전의 폄하를 위해 의도적으로 그를 현창, 미화, 이용하였으며, 후일 사림파의 집권 이후에도 그들의 정치적, 학문적 선조인 정몽주에 대한 현창이 필요하여 그에 대한 현창과 성인화는 계속 이어져오게 되었다.
조선 초까지만 해도 간신으로 규정됐던 정몽주는 태종 대에 이르러 충신으로 변신하고, 이어 사림파들이 장악한 중종 때는 문묘에 종사해야 할 유학의 종장으로까지 추대된다. 세종대왕 때는 임금이 그의 손제자였으므로 존경과 추앙의 대상이 되었다. 그러나 세조 때에 사림파가 정계에 진출하면서는 성역화되었다. 이는 성리학을 조선 유학의 적통으로 삼으려는 사림파들이 정당성을 확보하기 위해 주장했던 것이다.
이에 대항하는 훈구파는 정몽주가 고려 말에 신돈의 아들인 우왕과 창왕을 섬겼다는 점을 들어 고려의 충신이 아니라는 주장을 폈지만, 결국 사림파의 주장이 받아들여져 중종 12년에 정몽주는 문묘에 종사된다.

### 폐가입진 논란
그는 1392년의 고려 멸망과 역성혁명에는 반대하였으나 이성계, 정도전, 조준 등이 우왕과 창왕을 신돈의 후손이라는 이유로 폐위하는 데 가담하였다. 이성계 일파의 주장은 고려사, 고려사절요에도 등재되어 신우, 신창으로 등재되었으나 근거없는 루머로 확인된다. 이는 그가 주장한 일편단심이나 성리학적 충효 사상과도 모순된다.
이성계는 정몽주 등과 이른바 폐가입진,즉 가짜를 폐하고 진짜를 세운다느 논리로 창왕을 폐위시키고, 제20대 왕인 신종의 7세손 정창군 요를 등극시킨다.
우왕 복위 사건은 주모자로 거론된 사람과 처리 과정 등을 볼 때 다소 의문이 남기는 하지만, 정몽주는 이성계와 뜻을 같이하여 공양왕을 세운 것은 물론이고, '폐가입진'(廢假立眞)을 내세우면서 우왕과 창왕을 왕씨가 아닌 신돈의 자손으로 모는 작업에도 동참하였다. 우왕과 창왕이 왕위에 오를 때 전혀 문제가 되지 않았지만, 이성계 일파가 정권을 장악하면서 정치적 필요에 의하여 그들을 신돈의 자손으로 내몰아 결국 죽였는데, 자신들이 이전에 인정하였던 왕들을 죽인 작업에 정몽주 역시 동의하였던 것이다. 정몽주 역시 우왕과 창왕이 신돈의 자손이라는 근거를 제시하지 못했으며, 아니라는 반론을 제시하지도 않았다.

### 이성계 집권 협력 논란
그가 위화도 회군에 찬성하고 공양왕을 옹립한 것에 대해서도 논란의 여지가 있다. 정몽주는 위화도 회군을 찬성했다. 이는 목은 이색이 유배된 우왕을 몰래 찾아가 눈물을 흘렸다는 것과는 뚜렷이 대비된다. 공양왕을 옹립할 때도 정몽주는 적극 찬성했다.
정몽주는 공양왕을 옹립한 공로로 그는 문하찬성사 동판도평의사사, 호조상서시사 진현관대제학 지경연춘추관사 겸 성균관대사성, 영서운관사 등의 관직을 제수받았다. 그리고 익양군 충의군에 봉해졌으며 순충론도동덕좌명공신에 책록되었다. 역적을 토벌한 공로가 아니라 한 임금을 폐하고 다른 임금을 옹립하여 공신에 책록되었다.

### 문묘 종사 배경
그가 문묘에 종사하게 된 배경은 정몽주 본인보다는 그의 문하들 중 사림파의 직계 스승들을 종사하기 위한 핑계라는 의혹도 제기되어 왔다.
1509년 당시 시강관 조광조가 종사를 발의하고 기준(奇遵)이 종사를 지지하는 발언을 했다. 정몽주가 도학의 연원을 열었으며, 정몽주가 길재를, 길재는 (여러 대를 거쳐) 김종직을, 김종직은 김굉필을 가르쳤으니 (도학의 학통이 이어진 것이며) 김굉필이 송유(宋儒)의 실마리를 얻어 주자와 같은 위치에 올랐으니 문묘에 종사해야 한다고 주장했다. 이에 정여창, 김굉필, 성삼문과 박팽년에 대해서도 종사를 의논하도록 했다.
그 뒤 훈구파는 김굉필이나 정여창 등은 사림의 스승이라서 안 된다고 주장했고 일부 온건파 사림 역시 부정적이었다. 김종직은 사림파는 찬성 훈구파는 반대였고, 정몽주만이 만장일치로 통과되어 중종 때 문묘에 종사된다. 그러나 사림파들은 자신들의 스승인 김종직, 김굉필, 정여창 등에 대한 문묘종사 여론을 계속 추진한다.

### 대묘동 입구에서 암살 논란
선죽이라는 지명은 정몽주가 죽기 전에 기록인 목은 이색의 《목은집》에 등장한다. 《용재총화》, 《해동악부》에는 ‘선죽교’의 표현이 없지만 조선 중기 이후부터 슬그머니 ‘선죽교 순절설’이 등장한다. 개성부립박물관장 고유섭은 「선죽교 변(辯)」이라는 글에서 정몽주가 순절한 곳이 선죽교가 아니라 대묘동 입구일 가능성이 높다고 추측하여 이론을 제시하였다.

## 가족 관계
- 증조부: 정인수(鄭仁壽)
- 조부: 정유(鄭裕)
- 아버지: 정운관(鄭云瓘, ? - 1355년 음력 1월)
- 어머니: 변한국대부인(卞韓國大夫人) 영천 이씨
  - 동생: 정과(鄭過, 예조판서, ? - 1392년 음력 4월)
  - 동생: 정후(鄭厚)
  - 동생: 정도(鄭蹈)
- 장인 : 이사약
  - 부인: 경순택주(敬順宅主) 경주 이씨(慶州李氏, ? - 1392년 12월 12일, 판사사(判事士) 이사약의 딸)
    - 장남 정종성(鄭宗誠, 1374년 - 1442년)
      - 손자 정보(鄭保)
      - 손부 : 정부인(貞夫人) 죽산 박씨(제학 박중용의 딸)
        - 증손녀 연일 정씨
        - 증손녀 사위 이석형(李石亨, 1415년 - 1477년)

      - 손녀 순성군 연일 정씨

    - 차남 정종본(鄭宗本, 1377년 - 1443년)

## 정몽주가 등장하는 작품
- 《개국》(KBS, 1983년, 배우:송재호)
- 《추동궁 마마》(MBC, 1983년, 배우:홍계일)
- 《용의 눈물》(KBS, 1996년~1998년, 배우:정승현)
- 《대풍수》(SBS, 2012년~2013년, 배우:박준혁)
- 《정도전》(KBS, 2014년, 배우:임호, 원덕현)
- 《육룡이 나르샤》(SBS, 2015년~2016년, 배우:김의성)
- 《태종 이방원》(KBS, 2021년~2022년, 배우:최종환)

## 평가

### 평가
정몽주는 고려 말기 무신 세력의 몰락과 함께 세를 얻어가던 신진 사대부 세력의 지도자 중 한 명이었다. 고려에 새로 도입된 성리학을 연구하고 보급하는 학자 관료들의 지도자로서 높은 학식으로도 존경을 얻고 있었다. 무력을 바탕으로 부패한 고려 조정을 뒤엎으려 한 이성계와 손잡고 고려 말 정치를 좌지우지하였으나 고려 사회의 체제를 지키려 한 정몽주와 역성혁명을 도모하던 이성계는 궁극적인 목표가 서로 달라 결국은 사이가 틀어졌고 그것이 곧 정몽주의 처형으로 이어졌다는 시각이 있다.
그는 한국의 초창기 성리학자로서 《주자가례》에 따라 사회 윤리와 도덕의 합리화를 기하며 의례제도 개혁을 꾀하였다. 불교국가였던 고려를 유교 이념을 중심으로 한 정치형태로 탈바꿈하려 했던 그의 시도는 비록 실패했으나, 정도전 등에게 그 뜻이 이어져 유교 정치이념을 바탕으로 한 조선을 탄생시켰다.
지방관의 비행을 근절시키고 의창(義倉)을 세워 빈민을 구제하고, 불교의 폐해를 없애기 위해 유학을 보급했다. 또한 개성에 5부 학당과 지방에 향교를 세워, 교육 진흥을 꾀하는 한편, 《대명률》을 참작, 《신율》(新律)을 간행하여 법질서의 확립을 기하였다. 또한 외교정책과 군사정책에도 관여하여 기울어지는 국운을 바로잡고자 노력했으나 이성계의 신흥세력에 꺾였다. 한때 그의 친구이자 같은 스승 이색의 문하생인 정도전은 그를 가리켜 '도덕의 으뜸'이라고 평가한 바 있다.

### 후대의 평가
그는 성리학에 뛰어나 동방이학(東方理學)의 중시조로 추앙되었다. 그러나 사림에 의해 충절의 상징으로 여겨졌는데, 이는 그의 제자와 정치적 계승자인 사림파 외에도 그를 현창함으로써 정도전을 격하하려는 이방원 등의 의도도 있었다는 시각도 있다.
부적절한 인물을 과거에 합격시켜 준 일 등이 그런 것이지만, 특히 자신이 왕으로 섬긴 우왕과 창왕 두 왕을 왕씨가 아닌 신씨라고 몰아서 죽음으로 내몬 정치적 행위에 동참한 것은 고려의 충신이라는 수식어와 잘 조응하지 않는 것 같다.는 비판도 존재한다.
또한 나라의 어려움에 이성계를 이용하고 이인임 일파를 제거하여 정치적 입지를 마련한 최영을 적대적으로 보았던 신진사대부의 한사람으로 신진사대부가 고려 조정의 핵심으로 등장하자 득세를 하였지만 신진사대부 중에 정도전, 조준, 권근 등에 의해 이성계의 조선 개국, 역성혁명으로 진행되는 것을 보고 반대하다가 이방원 일파의 조영규에 의해 처형되었다. 그러나 정도전, 남은 등을 제거한 이방원은 정도전을 격하할 의도와, 그의 충신 이미지를 부각시켜 새 왕조에 저항하는 세력을 도덕적으로 억제하려는 등의 정치적 효과를 보고 그를 충절의 대상으로 격상시켰다는 것이다. 그가 정도전 등을 제거하려고 계략을 쓴 것 역시 정당한가 여부에 대한 부정적인 시각도 있다.
그러나 조선 건국 세력의 동참했다면, 그에게 부귀영화는 이미 정해진 것이나 마찬가지였다. 그리고 군권과 조정을 장악한 상태에서 정치적 명성과 명분을 제외한다면 아무것도 없는 정몽주가 이들과 대립한다는 것은 사실상 죽음을 자초하는 것이다. 애당초 조선 건국 세력이 평화적 정권 교체를 주장했고, 이성계가 그의 살해를 반대하고 있는 상황이었기에 그는 죽지 않았다. 우연히 이성계가 병으로 쓰러졌고, 마침 정도전의 가계에 약점을 잡아 공격하는 등 사실상 정치적 공격을 제외한다면 무력적 개입은 전무했다. 그리고 공양왕이 이성계의 눈치를 보면서도 밀어주었기에 이들을 압박 할 수 있었다. 그리고 이를 타계하려고 이방원이 그를 살해한다. 그리고 얼마 안 있어 공양왕은 이성계와의 타협 조차 실패해 왕위를 내주어야 했다.
이를 본다면 사실상 정몽주를 제외하고는 조선건국세력을 견제할 세력이 사실상 없으며, 정몽주는 고려를 지키기 위한 최후의 보루였던 것이다. 그리고 단순 충신 이미지로 남아 있지만, 고려사 열전에는 여러 외압에도 인사행정을 옳바르게 했으며, 이성계와 아기발도가 충돌한 황산대첩에 참전했다. 그리고 일본으로 가 포로를 데려오는 등 단순 충신이 아니라 실질적으로 나라를 위해 일한 정치인이다. 비록 정도전이 이인임을 비롯한 기득권 세력에 견제로 여러 땅을 주유했고, 이게 오늘날 미디어에서 백성의 삶으로 표현된다. 하지만 정몽주는 전쟁터에 직접 개입했고, 목숨을 위협받으면서도 일본과 명나라의 사신으로가 백성을 되려오고 외교 관계를 좋게 하는 등 실질적인 국가 이익에 일임했다. 그리고 마지막에 대세를 타지 않고 부족한 힘에도 고려를 지키기 위해 사력을 다했다는 점에서 고려의 충신이라 할 수 있다.

## 기타

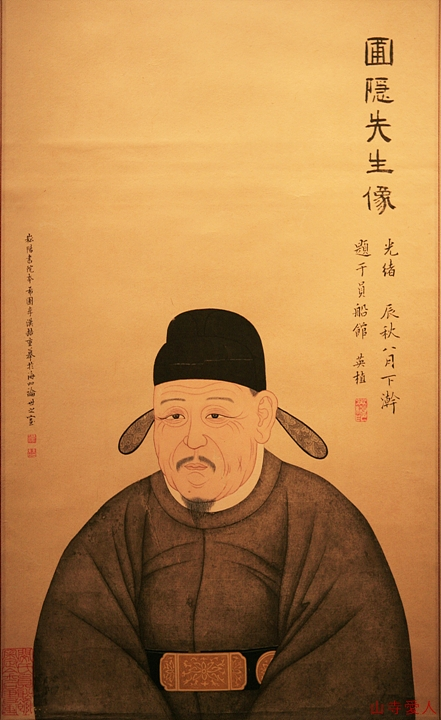
정몽주

시문(詩文)에 능하여 시조 〈단심가〉 이외에 많은 한시(漢詩)가 전하며, 또 서화(書畵)에도 뛰어났다.
| “ | 우국시(憂國詩) 千仞崗頭石逕橫 (천인강두석경횡) / 천길 바위머리 돌길로 돌고 돌아 登臨使我不勝情 (등림사아불승정) / 홀로 다다르니 가슴 메는 근심이여 靑山隱約夫餘國 (청산은약부여국) / 청산에 깊이 잠겨 맹서하던 부여국은 黃葉檳紛百濟城 (황엽빈분백제성) / 누른 잎은 어지러이 백제성에 쌓였도다 九月高風愁客子 (구월고풍수객자) / 구월의 소슬바람에 나그네의 시름이 짙은데 百年豪氣誤書生 (백년오기오서생) / 백년기상 호탕함이 서생을 그르쳤네 天涯日沒浮雲合 (천애일몰부운합) / 하늘가 해는 지고 뜬 구름 덧없이 뒤섞이는데 矯首無由望玉京 (교수무유망옥경) / 다리를 지나며 고개를 들어 하염없이 송도만 바라보네 | ” |

| “ | 춘흥(春興) : 봄의 흥취 春雨細不滴 (춘우세부적) / 봄비 가늘어 방울지지 않더니 夜中微有聲 (야중미유성) / 밤 깊어 희미하게 빗소리 들려라 雪盡南溪漲 (설진남계창) / 눈 다 녹아 남쪽 개울에 물 불어날 것이니 多少草芽生 (다소초아생) / 풀싹은 얼마나 돋았을까 | ” |

### 문집
- 《포은집》(圃隱集)
- 《포은시고》(圃隱詩藁) : 시문집, 아들 정종성과 동생 정도가 정리

### 조선 왕실과의 관계
이성계의 차남 정종 방과의 다섯째 서자 선성군(宣城君) 가문과 사돈관계가 된다. 선성군의 부인은 딸 오천군 부인 연일 정씨로 그의 아들 정종성(鄭宗誠)의 딸이다.
또한 정종성의 서녀는 한명회의 첩으로, 한명회는 예종비 장순왕후와 성종비 공혜왕후의 친정아버지였다.

## 같이 보기
| - 성리학 - 신진사대부 - 권근 - 권우 - 길재 - 하윤원 - 김사형 - 김숙자 - 남은 - 남재 - 민변 - 백이정 - 정도전 - 조준 - 공민왕 - 이방원 | - 이곡 - 이색 - 이성계 - 이인임 - 이제현 - 이숭인 - 이숙언 - 이의 - 정종성 - 정종보 - 최영 - 사림파 - 선죽교 - 정보 - 훈구파 | - 공양왕 - 권람 - 민제 - 안향 - 염흥방 - 염제신 - 우현보 - 이숙번 - 이제현 - 심효생 - 정희계 - 조영무 - 조준 - 하륜 - 하연 - 최영 | - 선성군 - 정종 - 이성계 - 이방원 - 세종대왕 - 선성군 - 한명회 - 두문동 72현 - 권문세족 - 개국공신 - 요동 정벌 - 위화도 회군 - 권람 - 김종직 - 숭의전 - 존시나 | - 안영부 - 안향 - 원천석 - 함부림 - 사림파 - 이을진 - 이종무 - 신숙주 - 변안렬 - 임고서원 - 심원부 |

## 관련 서적
- 내일을 여는 역사 재단, 《질문하는 한국사》 (서해문집, 2008)
- 김동욱 고려사대부 작가론 (도서출판, 박이정, 2004)
- 박영규, 조선의 왕실과 외척 (김영사, 2003)
- 편집부 지음, 내일을 여는 역사 제11호 (서해문집, 2003)
- 성주덕 편, 서운관지 (이면우 외 역, 소명출판, 2003)
- 유재하, 고려왕조사 6 (학문사, 2000)
- 이덕일, 사화로 보는 조선역사 (석필, 1998)
- 박영규, 《한권으로 읽는 조선왕조실록》 (들녘, 1998)
- 박영규, 《한권으로 읽는 고려왕조실록》 (들녘, 1998)